# 역차용
역차용(逆借用)이란 언어A에서 언어B로 차용된 단어가 다시 원래의 언어A로 차용되는 현상을 말한다. 보통 의미의 변화를 수반한다. 재차용(再借用)이라고도 한다. 이 과정은 보통 A→B→A로 도식화되지만, 몇몇의 경우는 좀 더 복잡한 경우도 있다.

## 역차용의 예
| 고대 노르드어:          | klubba                     | → | 영어:     | club        | → | 스웨덴어:   | klubb                      |   |       |           |
| 프랑스어:               | tenez                      | → | 영어:     | tennis      | → | 프랑스어:   | tennis                     |   |       |           |
| 프랑스어:               | cotte                      | → | 영어:     | riding coat | → | 프랑스어:   | redingote                  | → | 영어: | redingote |
| 그리스어:               | κίνημα (kínēma, movement)  | → | 프랑스어: | cinéma      | → | 그리스어:   | σινεμά (sinemá, cinema)    |   |       |           |
| 네덜란드어:             | bolwerk (bulwark, bastion) | → | 프랑스어: | boulevard   | → | 네덜란드어: | boulevard ("broad avenue") |   |       |           |
| 네덜란드어 (플라망어) : | manneken "little man"      | → | 프랑스어: | mannequin   | → | 네덜란드어: | mannequin                  |   |       |           |
| 중세 네덜란드어 :       | snacken                    | → | 영어:     | to snack    | → | 네덜란드어: | snacken                    |   |       |           |
| 네덜란드어:             | schreef                    | → | 영어:     | serif       | → | 네덜란드어: | serif                      |   |       |           |
| 영어:                   | animation                  | → | 일본어:   | アニメ      | → | 영어:       | anime                      |   |       |           |

## 같이 보기
- 외래어